# Джейкоб Ґібсон
Джейкоб Ромеро Ґібсон (англ. Jacob Gibson, нар. 11 липня 1996) — американський актор. Він найбільш відомий своєю роллю Усоппа в серіалі One Piece (2023) від Netflix.

## Кар'єра
З 2011 по 2014 рік Джейкоб відвідував різні акторські курси в Каліфорнійському інституті мистецтв. Свій перший акторський досвід здобув на сцені та в короткометражних фільмах. У 2018 році з'явився в епізоді серіалу Ординатор. У 2019 році з'явився в епізодичних ролях у серіалах Всім встати та Анатомія Грей. З 2019 по 2020 рік він зіграв роль Ей Джея Деладжае в 15 епізодах телесеріалу Грінліф.
У листопаді 2021 року було оголошено, що він зіграє роль Усоппа в серіалі One Piece від Netflix, заснованому на однойменній манзі.

## Фільмографія

### Телебачення
| Рік          | Назва                                    | Роль             | Примітка     |
| ------------ | ---------------------------------------- | ---------------- | ------------ |
| 2018         | Ординатор                                | Атіба Джексон    | 1 серія      |
| 2019         | Всім встати                              | Ділан Френк      | 1 серія      |
| 2019         | Анатомія Грей                            | Джош             | 1 серія      |
| 2019–20      | Грінліф                                  | Ей Джей Деладжае | 15 серій     |
| 2020         | Snake Eyes: An ASMR Nightmare Experience | Габріель         | Фільм        |
| 2023–дотепер | Оne Piece                                | Усопп            | Головна роль |
| 2023         | Rap Sh!t                                 | Лорд АК          | 3 серії      |